# Национална агенция за приходите
Националната агенция за приходите (НАП) e специализиран държавен орган към министъра на финансите за установяване, обезпечаване и събиране на публични вземания. НАП започва работа на 1 януари 2006 г. и обединява събирането и обслужването на републиканските данъци и задължителните вноски на общественото осигуряване. Дейността ѝ е регламентирана със Закона за Националната агенция за приходите.

## Управление
Органи на управление на агенцията са управителният съвет и изпълнителният директор.

### Управителен съвет
Управителният съвет (УС) се състои от:
- министъра на финансите
- управителя на Националния осигурителен институт
- директора на Националната здравноосигурителна каса
- заместник-министър на финансите, определен от министъра на финансите
- изпълнителния директор на агенцията.

Председател на управителния съвет е министърът на финансите.
Управителният съвет по предложение на изпълнителния директор разглежда и одобрява стратегическия план, годишния отчет и проекта на бюджета на агенцията, териториалния обхват, седалищата и структурата на териториалните дирекции и др.

### Изпълнителен директор
Изпълнителният директор ръководи и контролира цялостната дейност на агенцията, назначава директорите на териториалните дирекции и служителите в централното управление, планира, разпределя и контролира средствата и ресурсите за осъществяване дейността на агенцията, представлява агенцията в страната и чужбина и др.
Изпълнителният директор се назначава от Министерския съвет по предложение на министъра на финансите. От 14 май 2021 г. изпълнителен директор на НАП е Румен Спецов.

## Структура
Централното управление подпомага дейността на изпълнителния директор по планирането, организирането, ръководството и контрола на цялостната дейност на агенцията, както и в изпълнението на предоставените му по закон правомощия.
В структурата на агенцията влизат централно управление със седалище в София, 5 териториални дирекции – София, Пловдив, Варна, Бургас и Велико Търново, обединяващи на регионален принцип офиси за обслужване и ИРМ (изнесесни работни места) в останалите областни центрове. Териториалните дирекции установяват, обезпечават и събират публичните вземания за данъци, за задължителни осигурителни вноски, както и други публични вземания, възложени им със закон.